# Richard Nemec
Richard Nemec (* 3. Mai 1972 in Bratislava, Tschechoslowakei) ist ein slowakischer Volleyballspieler.

## Karriere
Richard Nemec begann mit dem Volleyball in seiner Heimat beim VKP Bratislava, mit dem er von 1993 bis 1997 fünfmal in Folge Slowakischer Meister wurde. Danach wechselte er zum Bundesligisten VfB Friedrichshafen und gewann hier 1998 die Deutsche Meisterschaft und den DVV-Pokal. Außerdem belegte der Mittelblocker in den Ranglisten des deutschen Volleyballs jeweils den ersten Platz in den Kategorien Block, Angriff und Aufschlag und wurde zum „wertvollsten Spieler“ gewählt. Anschließend ging er nach Italien zu Ravenna Volley. Nach einer Zwischenstation 2000/01 beim griechischen Verein Iraklis Thessaloniki kehrte er nach Italien zurück und spielte drei Jahre bei Sisley Treviso. Hier wurde er zweimal Italienischer Meister, einmal Italienischer Pokalsieger und gewann außerdem den CEV-Pokal. Nach einer einjährigen Pause spielte Richard Nemec weiter in Italien bei Cagliari Volley, Trentino Volley, Perugia Volley und den Canadiens Mantova.  2009/10 spielte er für eine Saison in Österreich bei den aon hotVolleys Wien und 2010/11 wieder in seiner Heimat bei VTU Bratislava. Nach einem kurzen Engagement bei Pallavolo Modena kehrte Nemec im Januar 2013 zurück zu den aon hotVolleys Wien.
Richard Nemec spielte 250 mal für die Slowakische Nationalmannschaft und nahm an fünf Europameisterschaften (1993, 1997, 2001, 2003 und 2011) teil.